# Manfred Stohl
Manfred Stohl (Bécs, 1972. július 7. –) osztrák autóversenyző, rendszeres résztvevője a rali-világbajnokságnak. Apja, Rudi Stohl szintén autóversenyző.

## Pályafutása
Az 1991-es Elefántcsontpart Rally-n mutatkozott be a rali-világbajnokságon, egy Audi 90 volánja mögött.
2000-ben megnyerte a rali-világbajnokság N csoportját egy Mitsubishi Lancerel. 2006-ban négy dobogós helyet is szerzett Peugeot 307 WRC-vel.

## Külső hivatkozások
- Stohl hivatalos honlapja
- RallyBase profilja